# دهن

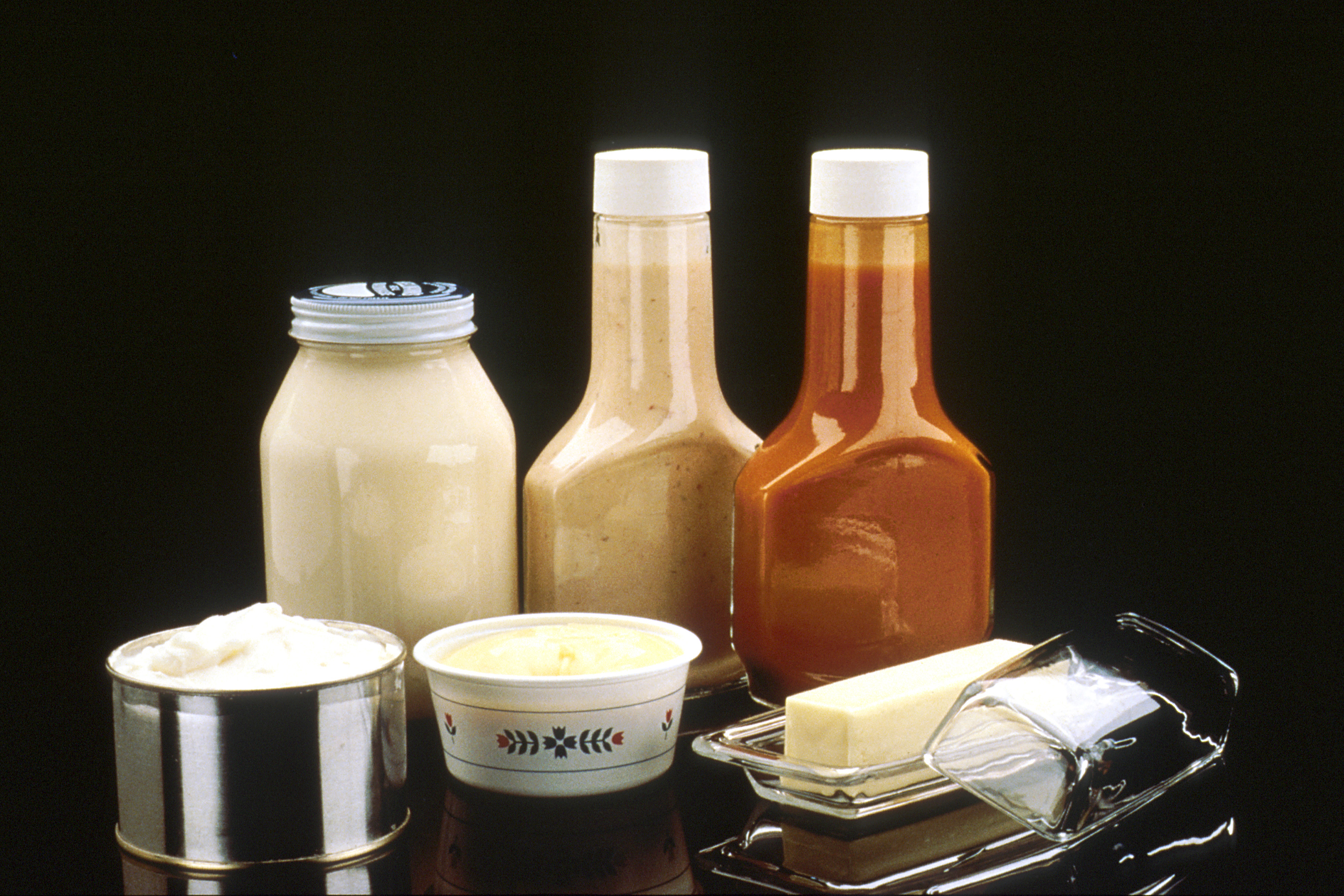
أطعمة فيها نسبة عالية من الدهون - الشحم والزبد والزيت

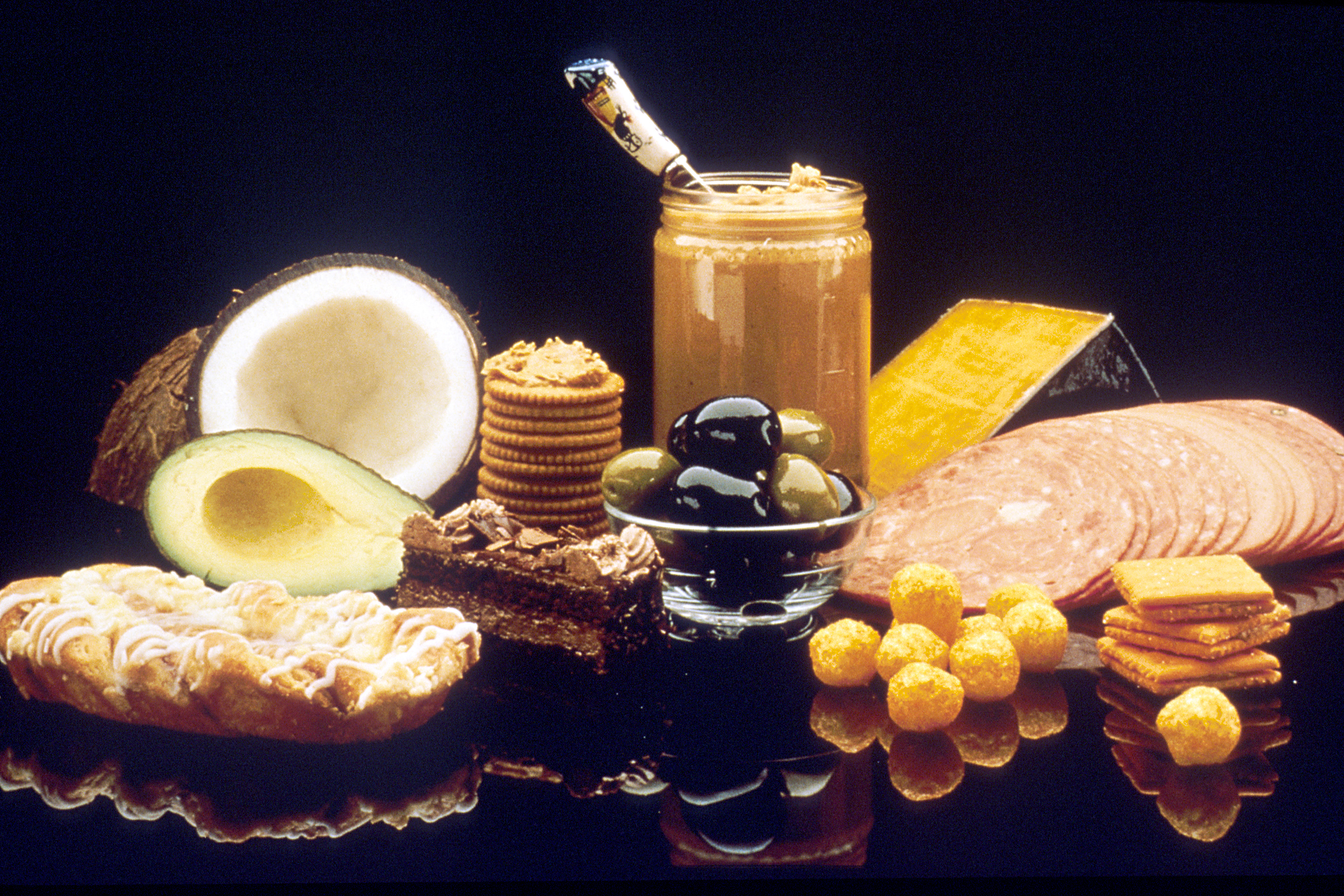
أمثلة أخرى من أطعمة فيها نسبة عالية من الدهون

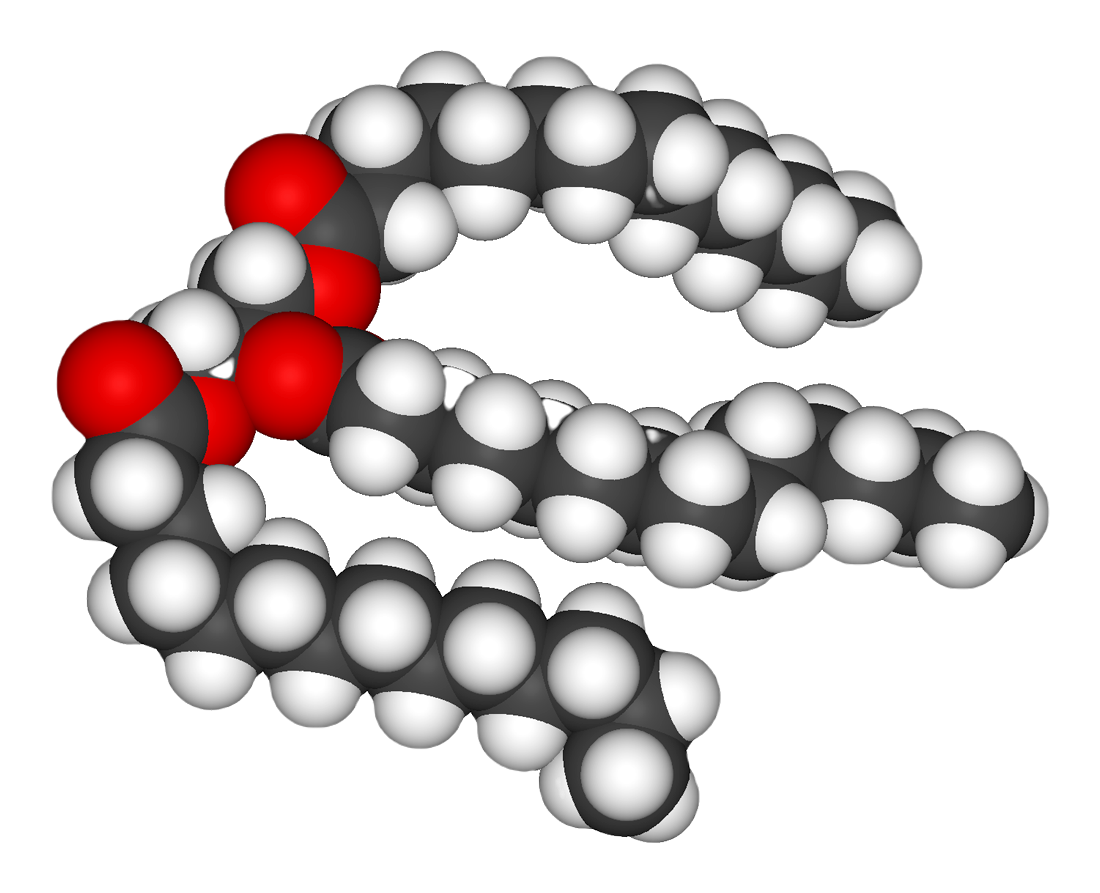
جزيئ من الجليسريد الثلاثي

الدهون استرات من بعض الأحماض الدهنية مع الجلسرين وتعرف باسم الجليسريدات. هذه الأحماض قد تكون مشبعة أو غير مشبعة، ويغلب أن تتكون الدهون التي نأكلها من سلاسل من الكربون تحتوي على أربع ذرات منها أو على عشرين ذرة على الأكثر.
وعادة ما تكون الجليسريدات الناتجة من اتحاد أحماض دهنية غير مشبعة أو بها عدد قليل من ذرات الكربون، على هيئة زيوت في درجات الحرارة العالية. وبصفة عامة يغلب أن تكون الدهون الحيوانية مشبعة لذلك فهي أصعب في الهضم من الزيوت النباتية.
ولا تذوب الدهون عادة في الماء، ولكنها تنتشر في بروتوبلازم الخلايا على هيئة قطرات صغيرة جدا، وقد يذوب بعضها في سوائل الخلية عند اتحاده بجزيئات أخرى تربطها بالماء. والدهون تحمل كذلك بعض الفيتامينات التي تذوب فيها. وهي تسهل امتصاصها في الجسم.
وتعتبر الدهون مصدرا هاما من مصادر الطاقة في الجسم أكثر من الكربوهيدرات والبروتينات، فالجرام الواحد منها يعطي عند احتراقه تسعة سعرات على حين أن الجرام الواحد من الكربوهيدرات أو البروتينات يعطي أربعة سعرات فقط، ولكن الكربوهيدرات أسهل منها في الاحتراق. نظرا لكثافة الطاقة في الجزيء الدهني فهو أول ما يختزنه الجسم من الطعام لاستخدامه وقت المجاعة أو وقت الصيام. ومن أمثلة الدهون النباتية زيت الزيتون، وزيت بذرة القطن، وزيت الذرة، وزيت دوار الشمس وزيت فول الصويا.
أما الدهون الحيوانية فمن أمثلتها المسلى وزيت السمك ، وهي الأجزاء البيضاء في اللحوم.
وهناك بعض اللبيدات المركبة وهي دهون تتحد بغيرها من المواد مثل الفوسفوليبدات التي تحتوي في تركيبها على الفوسفور والنيتروجين، وهي توجد في انسجة الخلايا العصبية، وهناك أيضا ليبوبروتينات وهي دهون متحدة بالبروتينات (ليبو معناها دهني) ؛ وتوجد في نوى الخلايا وفي بعض جدران الخلايا، كذلك تعتبر الستيرويدات من اللبيدات المركبة (دهون مركبة) ، وهي تنتج في الكبد وتقوم بوظائف خاصة في الجسم، وبعضها مثل الستيرولات يعمل كهرمونات تنظم مختلف أنواع الأنشطة في الجسم.
عندما يتناول الشخص أية أطعمة محتوية على دهون مهدرجة فإنها تدخل إلى مجرى الدم أثناء عملية الامتصاص للمواد الغذائية التي تحصل في الأمعاء، ولأنها ليست دهونا طبيعية فإن الجسم يجد صعوبة في امتصاصها من الدم لذا فإنها -وحتى يتم امتصاصها- قد تشكل انسدادات في الأوعية الدموية. بعد أن تمتص أعضاء الجسم هذه الدهون فإنها تعيد إطلاقها في تركيب انزيمات وهرمونات تنظم عمل الجسم ووظائف الأعضاء، وذلك لأن الكثير من الانزيمات والهرمونات يصنعها الجسم من الدهون. وهنا نجد أن الانزيمات والهرمونات الناتجة من دهون مهدرجة لا تعمل كما يجب لأن، هناك خللا في تركيبتها الكيميائية مما يؤدي لحدوث الأمراض المزمنة. فمن المهم الاعتماد في غذاء الإنسان على الدهون الطبيعية وعلى الأخص الزيوت النباتية المذكورة أعلاه (زيت الزيتون وزيت الذرة وزيت دوار الشمس وزيت بذرة القطن وزيت الكتان) ، والابتعاد عن الدهون المهدرجة.

## دور الدهون
تحتاج الفيتامينات أ، د، ه وك إلى الدهون كي تتنقل وتُمتصّ في الجسم لأنها قابلة للذوبان في الدهون ولا تذوب في الماء. كما أن الدهون تلعب دورا مهما في المحافظة على صحّة الشعر والبشرة كذلك حماية أعضاء الجسم من الصدمات، الحفاظ على درجة حرارة الجسم والمحافظة على وظيفة الخلايا السليمة. الأهمية الأساسية للدهن في الجسم هي تخزين الطاقة التي يحتاجها الجسم ويلجأ إليها في وقت المجاعة وقلة الغذاء. ولهذا نجد أن الدهون تحوي كثافة أعلى للطاقة بمقارنتها بالكربوهيدرات أو البروتين.

## حمض دهني أوميغا-3
حمض دهني أوميغا-3 مهم جدا لصحة الإنسان فهو المسؤول عن بنية الدماغ وفي تكوين الاعصاب في الجنين . وبالتالي فهو شديد الأهمية للكبار أيضا للمحافظة على سلامة الدماغ وسلامة الخلايا العصبية في كل الجهاز العصبي. يوجد في الأسماك بأنواعها (السلمون والسردين والماكريل والتونة) كما يوجد هذا الحمض الدهني أيضا في زيت الكتان وزيت فول الصويا(التوفو)، الزبيب، الجوز، بذر الكتان والزيوت التي تستخرج منها واللوز وزيت الزيتون.
```
.
```

## الدهون المهدرجة والأمراض المزمنة
ينتج الجسم البشري مجموعة من الهرمونات تسمى بـ prostaglandins أو (PGs) وتصنع اعتمادا على الدهون الغذائية، وهذه المجموعة تقوم بتنظيم بعض الوظائف الأساسية للجسم، وتقسم هذه المجموعة إلى ثلاث عائلات:
- PG 1
- PG 2
- PG 3

العائلتان PG 1 و PG 3 يعدان من الـ PGs الجيدة بينما تعد عائلة PG 2 من الـ PGs السيئة. يرجع السبب في ذلك إلى أن أغلب آثار الأمراض المزمنة في مجتمعاتنا هي بفعل عائلة الـ PG 2. وهذا يشمل النوبات القلبية وأمراض القلب والأوعية الدموية والسرطان، والالتهابات بما فيها أمراض الجهاز المناعي. فان عائلة الـ PG 2 مستمدة مباشرة من الدهون التي تتواجد بشكل طبيعي في اللحوم الحمراء، والمحار، ومنتجات الألبان. أما تأثيرات عائلة الـ PG 2 تشمل: زيادة تخثر الدم، زيادة ضغط الدم، زيادة الكولسترول كما تسبب مزيدا من عوامل خطر الإصابة بنوبات قلبية مما يضاعف الخطر. أيضا عائلة الـ PG 2 قد تتسبب ببعض موادها بزيادة النشاط الاتهابي الذي قد يؤدي إلى تدمير الأنسجة بالارتباط بكل شيء بدءا من الصدمة trauma وحتى أمراض الجهاز المناعي الذاتي. بالإضافة إلى أن الـ PG 2 تتسبب في القضاء على الخلايا الطبيعية القاتلة والتي تلعب دورا مهما في حمايتنا من السرطان، ولهذا السبب فإن الأورام السرطانية تنمو بتأثير مساعد من الـ PG 2.
ما يحدث طبيعيا في الجسم البشري أن العائلتين PG 1 و PG 3 تقاومان الآثار السيئة لـ PG 2. فما تفعله الـ PG 1 والـ PG 3 هو: تخفيض تخثر الدم، تخفيض ضغط الدم، تخفيض الكوليسترول، تخفيض الالتهابات وزيادة نشاط الخلايا الطبيعية القاتلة والتي تساعدنا في محاربة السرطان.
الدهون المتحولة تمنع إنتاج PG 1 و PG 3، ونتيجة لذلك يحصل عدم توازن ويزداد الـ PG 2 دون وجود ما يقاوم آثاره السلبية وهذه هي إحدى المعضلات الصحية في عصرنا الحالي.
كما أن عملية هدرجة الدهون تؤدي إلى فقدان الزيت للدهون الحمضية مثل أوميغا 3 والتي تعد ضرورية وأساسية في صحة كل أعضاء الجسم، وفقدانها يؤدي إلى الأمراض.

## التأثيرات الضارة لتناول الدهون المتحولة
- تخفيض بروتين دهني مرتفع الكثافة وهو الكولسترول الجيد.
- زيادة بروتين شحمي الكوليسترول السيئ.
- تخفيض كثافة الحليب الذي تنتجه الأم مما له تأثير سيئ على تغذية الرضيع.
- يوجد ارتباط بانخفاض وزن المواليد.
- زيادة مستويات الانسولين في الدم مقابل الجلوكوز مما يهدد بالإصابة بالسكري.
- الاضرار بفعالية تجاوب النظام المناعي.
- تخفيض مستوى التستستيرون في الذكور وزيادة في تعداد الحيوانات المنوية غير الطبيعية، وبالنسبة للإناث يكون هناك تأثيرات على الحمل.
- تخفيض تفاعل خلايا الدم الحمراء مع الانسولين، مما يشكل اثرا غير مرغوب لدى مرضى السكري.
- تقييد عمل الانزيمات المرتبطة بالأغشية.
- تؤثر سلبا على نشاط الأنزيمات المتعلقة بهضم الأدوية أو الكيماويات التي تدخل الجسم عموما.
- تحدث تغييرات في كثافة ودرجة نقل الأغشية.
- تحدث تغييرات في درجة ونوعية الدهون في الخلايا.
- تتدخل لتحدث تغيرات سلبية في عمليات هضم أوميغا 3 في الخلايا.
- تؤدي إلى تزايد في نقص الامتصاص أو الاستفادة من الدهون الحمضية الضرورية.
- تضاعف عدد ونشاط الجذور الحرة Free-radical.

عندما نتناول الزيوت الطبيعية تأيض اجسامنا نصف تلك الزيوت خلال 18 يوم، بينما إذا تناولنا دهون متحولة فإن الجسم يحتاج إلى 51 يوما لتأييضها. هذا يعني أن انزيماتنا وخلايانا ستبقى تعاني من وجود الدهون المتحولة بها لمدة 51 يوما.
لا يمكنك التخلص من الدهون المتحولة المخزنة في الجسم إلا عن طريق ممارسة الرياضة وإلى التعرق.

## أسماء تجارية
من الضروري معرفة محتويات الأطعمة لتجنب تناول الدهون المتحولة التي توضع في المتاجر تحت عدة أسماء مثل:
- دهون مهدرجة hydrogenated oil
- دهون مهدرجة جزئيا Partially hydrogenated oil
- مارجرين margarine
- دهن نباتي
- غني بالاستر stearate-rich
- احادي-ثنائي الجليسريد Mono-Diglycerides